# شاه‌خرچنگ قرمز
شاه‌خرچنگ قرمز (نام علمی: Paralithodes camtschaticus) نام یک گونه از خانواده شاه‌خرچنگ است که در شمال اقیانوس اطلس همچون دریای برینگ و خلیج آلاسکا زندگی می‌کند. این شاه‌خرچنگ می‌تواند به طول ۱٫۸ متر و وزن ۱۲٫۷ کیلوگرم برسد.
در زبان ژاپنی تاراباگانی نامیده می‌شود و یکی از عناصر سوشی است.

## نگارخانه

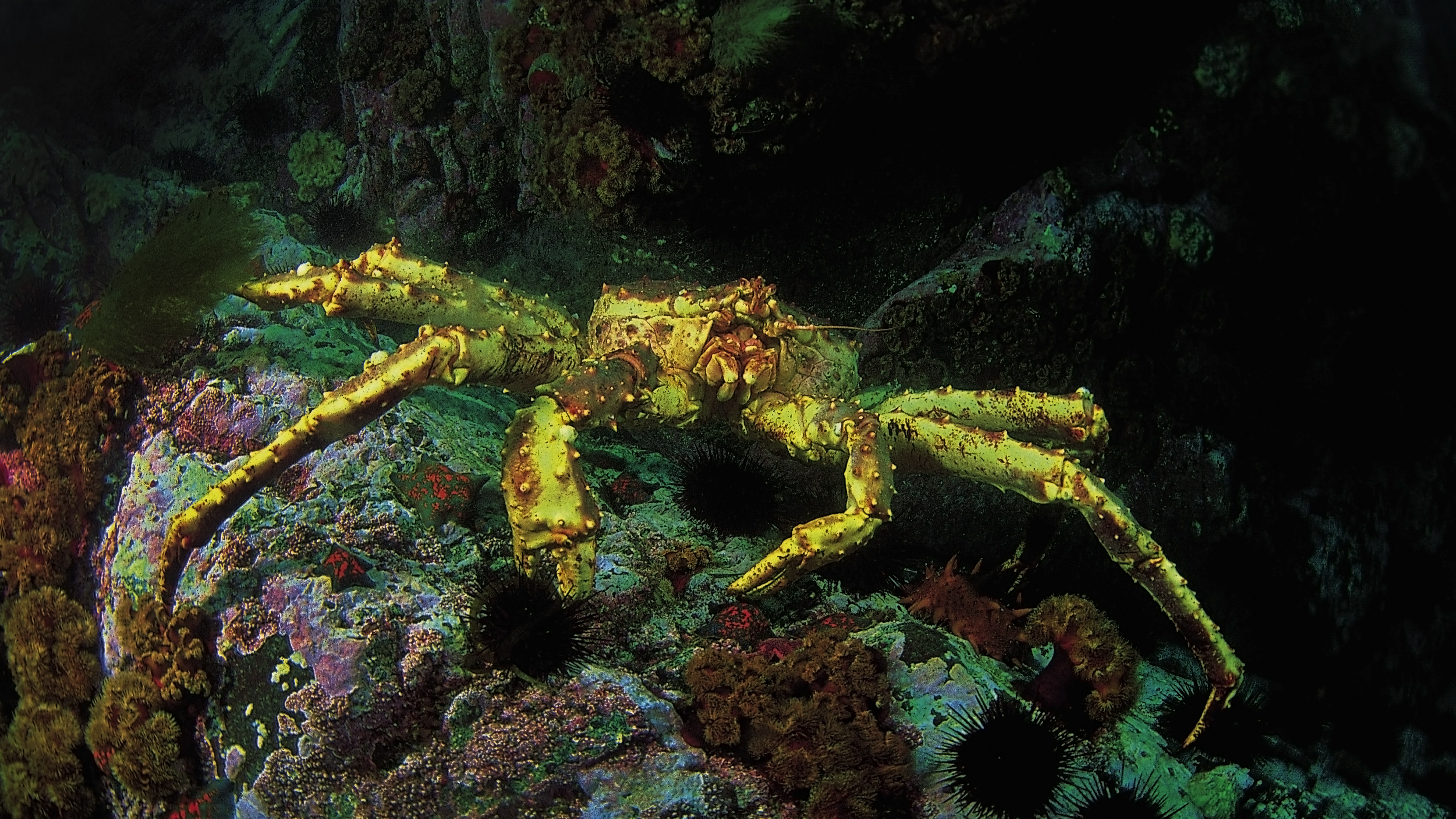
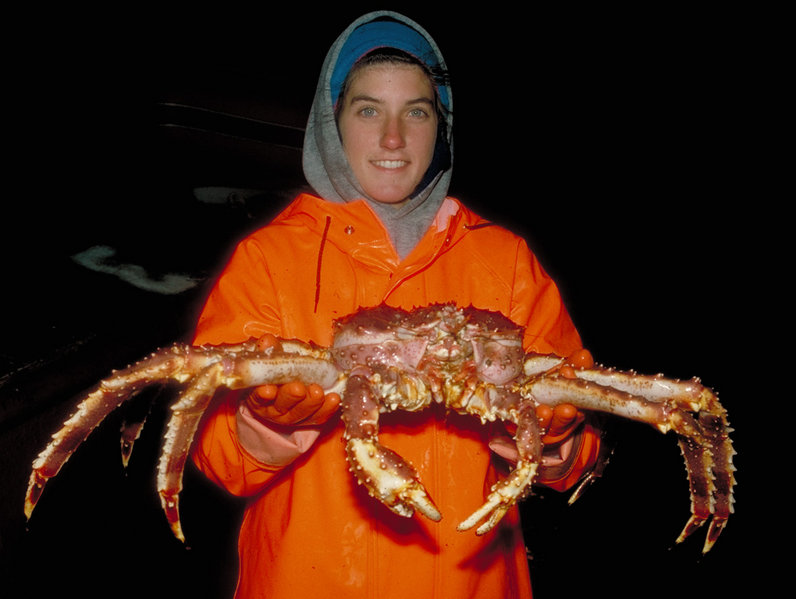